# Муравське-Чахи
Муравське-Чахи (пол. Murawskie-Czachy) — село в Польщі, у гміні Боґути-П'янки Островського повіту Мазовецького воєводства.
У 1975-1998 роках село належало до Ломжинського воєводства.